# Mussolet de Colima
El mussolet de Colima (Glaucidium palmarum) és una espècie d'ocell de la família dels estrígids (Strigidae). Habita el matollar xèric, des d'àrid fins semi-humit i boscos subtropicals de Mèxic occidental des de Sonora fins a Oaxaca. El seu estat de conservació es considera de risc mínim.